# Гура-Веїй (Бузеу)
Гура-Веїй (рум. Gura Văii) — село у повіті Бузеу в Румунії. Входить до складу комуни Скорцоаса.
Село розташоване на відстані 113 км на північний схід від Бухареста, 28 км на північний захід від Бузеу, 106 км на захід від Галаца, 87 км на схід від Брашова.

## Населення
За даними перепису населення 2002 року у селі проживали 258 осіб, усі — румуни. Усі жителі села рідною мовою назвали румунську.